# 7354 Ісіґіро
7354 Ісіґіро (7354 Ishiguro) — астероїд головного поясу, відкритий 27 січня 1995 року.
Тіссеранів параметр щодо Юпітера — 3,190.